# Visión de san Alonso Rodríguez (Zurbarán)
Visión de san Alonso Rodríguez o Visión del beato Alonso Rodríguez es un cuadro de Francisco de Zurbarán. Consta con el número 46 en el catálogo razonado y crítico, realizado por la historiadora del arte Odile Delenda, especializada en este pintor.

## Tema de la obra
Zurbarán trabajó para la casa profesa de los jesuitas de Sevilla donde, como era habitual en los encargos de las órdenes religiosas, se le encomendó la representación idealizada de un santo importante de dicha orden. San Alonso Rodríguez entró como religioso en la Compañía de Jesús, sirviendo —desde el año 1571 hasta su fallecimiento en 1617— como portero en el Colegio Nuestra Señora de Montesión, en Palma de Mallorca, mostrando un comportamiento ejemplar. Este lienzo representa una visión relatada en su autobiografía:
.Mas le aconteció que estando un día rezando...vio súbitamente como Nuestra Señora y su Hijo bendito vinieron a él; el Hijo venía al lado derecho de la Madre...el Hijo bendito se aposentó dentro del corazón de esta persona, y la Virgen traía otro corazón consigo y se lo puso del lado derecho y se metió dentro de él.

## Análisis de la obra
- Madrid, Real Academia de Bellas Artes de San Fernando, n º. de inventario: 0666;[4]
- Está pintado al óleo sobre lienzo;
- Datación: 1630;
- Dimensiones: 266 x 167 cm, según Delenda;[1] (262 x 162 cm, según la Real Academia de San Fernando);
- Firmado y fechado en el ángulo inferior izquierdo: F.co DEZURVARAN. F/1630.[5]

La composición —sin ningún precedente iconográfico— está estructurada en dos espacios: una mitad inferior y un rompimiento de gloria ocupando la otra mitad. En la parte terrenal se representa a san Alonso, quien viste una sotana negra y porta en su mano izquierda una llave —alusión a su oficio de portero— y un rosario. En esta figura, Zurbarán demuestra sus dotes para el retrato, representando personajes que no había conocido, pero que parecen tomados del natural. En el pecho del santo, dos divinos corazones: el del lado izquierdo con el monograma de Jesús, y el de la izquierda con el de María, ambos coronados de pequeñas llamas. Detrás, un ángel —que no aparece en la narración del santo— de gran belleza, vestido con una túnica anaranjada. Al fondo aparece lo que es seguramente la entrada del convento, pintado con poca coherencia geométrica, .  
En la zona superior, Jesús se presenta como el Resucitado, medio desnudo, con llagas visibles bajo un amplio manto rojo. María —representada muy joven— lleva una espléndida túnica blanca y una capa azul oscura, cayendo sus rubios cabellos sobre los hombros. Ambas figuras muestran en las manos sus corazones, de los que brotan rayos de luz hacia el pecho del santo. Están envueltos en una luz dorada, con cabecitas de querubines, que también les sirven de peana y de trono. A la derecha, un grupo de cuatro jóvenes ángeles músicos, uno de los cuales —en primer plano— toca el laúd. Este grupo conforma realización muy poética, de amplias vestiduras pintadas con refinados colores.

## Procedencia
1. Sevilla, siglo XVIII, Casa Profesa de los Jesuitas, sacristía;
2. Donado a la Real Academia de San Fernando por la Comunidad de P.P. Dominicos de Sevilla en fecha desconocida.[7]